# Germanton (Carolina del Norte)
Germanton es un lugar designado por el censo ubicado en el condado de Forsyth en el estado estadounidense de Carolina del Norte. La localidad en el año 2010, tenía una población de 827 habitantes.

## Geografía
Germanton se encuentra ubicado en las coordenadas 36°15′15.89″N 80°14′38″O / 36.2544139, -80.24389.